# Team Heinz von Heiden
Team Heinz von Heiden Focus war eine deutsche Radsportmannschaft mit dem Hauptsponsor Heinz von Heiden Massivhäuser aus Isernhagen bei Hannover.
Das Team unter der Leitung von Roman Jördens wollte vor allem die jungen, talentierten, niedersächsischen Fahrer unterstützen und ihnen ein Sprungbrett in höherklassige Teams sein.
Anfang des Jahres 2006 wurde das Team durch den Radsportweltverband UCI als Continental Team registriert.
Das Team nahm an deutschen Rennen wie Rund um Köln, der Niedersachsen-Rundfahrt, der Internationalen Friedensfahrt, Rund um den Henninger-Turm, der Sachsen-Tour und der Hessen-Rundfahrt teil.
Außerdem war das Team Heinz von Heiden Focus in der deutschen Rad-Bundesliga U23 aktiv und war in den Jahren 2005 und 2006 bei mehreren kleinen Rennen in und um Deutschland erfolgreich. Zu den Erfolgen gehören Siege beim 8. Steinhuder Radrennen Rund um die Friedenseiche, beim 42. Bürgerpreis der Stadt Gehrden, bei der 1. Sparkassen Niederrhein Tour in Wesel, beim Rund in Hannover-Döhren und beim 12. Gilde-Ratskeller-Preis bei Rund in Wuppertal.
Nach der Saison 2007 zog sich das Team Heinz von Heiden aus dem Profiradsport zurück.
Für die Saison 2007 wurde beim Bund Deutscher Radfahrer (BDR) eine Amateur-Renngemeinschaft Elite/u23 und eine Bundesligamannschaft für die u23-Radbundesliga angemeldet. Das Team tritt unter dem Namen Heinz von Heiden - Saikls auf. Der neue Co-Sponsor Saikls ist ein neu gegründeter Fahrradladen (Rennsport) in Hannover, der Anfang 2008 von Roman Jördens, Grischa Niermann und Thomas Ziegler in Hannover eröffnet wurde und unterstützt das Team mit Material.
Das Rennprogramm wurde auf regionale und nationale Rennen reduziert.

## Saison 2007

### Erfolge im Cyclocross 2007/2008
| Datum        | Rennen                                     | Fahrer            |
| ------------ | ------------------------------------------ | ----------------- |
| 25. November | Superprestige Veldrit Gieten, Gieten (U23) | Philipp Walsleben |
| 8. Dezember  | UCI Weltcup, Mailand (U23)                 | Philipp Walsleben |
| 9. Dezember  | Frankfurter Rad-Cross, Frankfurt am Main   | Malte Urban       |

### Mannschaft 2007
| Name                      | Geburtstag         | Nationalität | Team 2008                  |
| ------------------------- | ------------------ | ------------ | -------------------------- |
| Richard Geng              | 15. August 1985    | Deutschland  | Rite Aid-Shebell & Shebell |
| Felix Gniot               | 14. Dezember 1984  | Deutschland  |                            |
| Martin Hebík              | 11. November 1982  | Tschechien   | AC Sparta Praha            |
| Finn Heitmann             | 28. September 1985 | Deutschland  |                            |
| Serge Herz                | 25. Dezember 1983  | Deutschland  | Nordland Hamburg           |
| Roman Jördens             | 20. Januar 1973    | Deutschland  |                            |
| Christoph von Kleinsorgen | 14. Juli 1980      | Deutschland  |                            |
| Christoph Koch            | 23. Januar 1981    | Deutschland  |                            |
| Roman Kuntschik           | 29. September 1984 | Deutschland  |                            |
| Jason Phillips            | 20. November 1969  | Australien   |                            |
| Dennis Pohl               | 11. November 1986  | Deutschland  | Team 3C-Gruppe Lamonta     |
| Janos Pütz                | 14. Mai 1987       | Deutschland  |                            |
| Malte Urban               | 14. Dezember 1974  | Deutschland  |                            |
| Philipp Walsleben         | 19. November 1987  | Deutschland  |                            |
| Mats Willam               | 10. Juli 1988      | Deutschland  |                            |